# Bernard Descoings
Bernard M. Descoings (París, 1931-Largentière (Francia), 23 de octubre de 2018) fue un botánico e ingeniero agrónomo francés. Trabajó mayormente en el "Centro de Estudios Fitosociológico y Ecológicos Louis-Emberger", en Montpellier.

## Algunas publicaciones
- 1967. Vitacées. Leeacées. Vol. 124 de Flore de Madagascar et des Comores. Flore du Gabon. Editor Muséum national d'histoire naturelle, Laboratoire de phanérogamie, 169 pp.

- 1971. Méthode de description des formations herbeuses intertropicales par la structure de la végétation. Candollea 26: 223-257. 1 f. 8 pl.

- 1971. Représentation graphique de la structure des formations herbeuses. Exemple des savanes de Lamto. Bull. liaison chercheurs Lamto (Côte-d'Ivoire), marzo de 1971: 23-30. 3 pl.

- 1972. Notes sur la structure de quelques formations herbeuses de Lamto (Côte-d'Ivoire). Ann. Univ. Abidjan sér. E. 5: 7-30. 17 pl.

- 1973. Les formations herbeuses africaines et les définitions de Yangambi considérées sous l'angle de la structure de la végétation. Adansonia 13: 391-421. 1 pl. 16 f.

- 1974. Notes de phytoécologie équatoriale. 2 - Les formations herbeuses du Moyen-Ogooué (Gabon). Candollea 29: 13-37. 1 c. 7 f. 4 t.

- 1974. Les savanes du Moyen-Ogooué, région de Booué (Gabon). Conditions générales, analyse floristique, analyse structurale, valeur pastorale. C.N.R.S.-C.E.P.E. Montpellier. Document n° 69. 76 p. 8 f. 3 t. 1 c. 4 c. h. t.

- 1974. Les savanes de la vallée de la Nyanga (Gabon). Conditions générales, analyse floristique, analyse structurale, possibilités pastorales. C.N.R.S.-C.E.P.E. Montpellier. Document n° 70. 63 p. 5 pl. 5 f. 3 t. 3 c. h. t.

- 1975. Les savanes de la vallée de la Dolla, région de N'Dendé (Gabon). Conditions générales, analyse floristique, analyse structurale, valeur pastorale. C.N.R.S.-C.E.P.E Montpellier. Document n° 74. 73 p. 5 pl. 3 pl. 5 f. 1 c. h. t.

- 1975. Notes de phytoécologie équatoriale. 3 - Les formations herbeuses de la vallée de la Nyanga (Gabon). Adansonia

- 1975. Notes de phytoécologie équatoriale. 4 - Les formations herbeuses de la vallée de la Dolla (Gabon). Candollea

- 1975. Les types morphologiques et biomorphologiques des espèces graminoïdes dans les formations herbeuses tropicales. Natur. Monsp.

- 1997. Kalanchoe sanctula Descoings sp. nov. parution. J. Bot. Soc. bot. Fr. 4 : 79-90

- 2005. Crassulaceae Madecassae novae / auctore Bernard Descoings. Editor Société botanique de l'Ardèche, 36 pp. ISBN 2951623216

- Method for the study of the structure of tropical grasslands. en línea en FAO

## Honores

### Epónimos
Unas quince especies se han nombrado en su honor:
- (Aloaceae) Aloe descoingsii Reynolds
- (Asclepiadaceae) Cynanchum descoingsii Rauh
- (Asteraceae) Kleinia descoingsii C.Jeffrey
- (Asteraceae) Senecio descoingsii (Humbert) Jacobsen
- (Lauraceae) Beilschmiedia descoingsii Fouilloy
- (Melastomataceae) Dicellandra descoingsii Jacq.-Fél.
- (Ochnaceae) Campylospermum descoingsii Farron
- (Vitaceae) Cissus descoingsii Lombardi
- (Vitaceae) Cyphostemma descoingsii Lavie

- La abreviatura «Desc.» se emplea para indicar a Bernard Descoings como autoridad en la descripción y clasificación científica de los vegetales.[1]